# 100 godina AFI-ja...100 zvijezda
100 godina AFI-ja...100 zvijezda (eng. AFI's 100 Years...100 Stars) popis je 50 najvećih američkih „filmskih legendi”, na kojoj se nalazi 25 glumaca i 25 glumica. Popis je objavio Američki filmski institut 15. lipnja 1999., u specijalnom CBS-ovom programu kog je vodila Shirley Temple, s 50 aktivnih glumaca koji su sudjelovali u predstavljanju popisa.
Američki filmski institut definirao je jednog glumca ili tim „Američkom filmskom legendom” koji su snimali filmove tijekom ere klasičnog filma ili su pak započeli karijeru do 1950. godine.
Na vrhu ljestvice nalaze se Humphrey Bogart i Katharine Hepburn. Oni su zajedno nastupili u klasičnom akcijskom filmu Afrička kraljica, za koji je Bogart nagrađen svojim jedinom Oscarom.
Svi glumci i glumice pripadaju tzv. „Zlatnoj eri Hollywooda”. U 2021. još su samo Sidney Poitier i Sophia Loren bili među živima. 

## Popis
| Br. | Muška zvijezda     | Muška zvijezda | Ženska zvijezda   | Ženska zvijezda |
| --- | ------------------ | -------------- | ----------------- | --------------- |
| 1.  | Humphrey Bogart    |                | Katharine Hepburn |                 |
| 2.  | Cary Grant         |                | Bette Davis       |                 |
| 3.  | James Stewart      |                | Audrey Hepburn    |                 |
| 4.  | Marlon Brando      |                | Ingrid Bergman    |                 |
| 5.  | Fred Astaire       |                | Greta Garbo       |                 |
| 6.  | Henry Fonda        |                | Marilyn Monroe    |                 |
| 7.  | Clark Gable        |                | Elizabeth Taylor  |                 |
| 8.  | James Cagney       |                | Judy Garland      |                 |
| 9.  | Spencer Tracy      |                | Marlene Dietrich  |                 |
| 10. | Charlie Chaplin    |                | Joan Crawford     |                 |
| 11. | Gary Cooper        |                | Barbara Stanwyck  |                 |
| 12. | Gregory Peck       |                | Claudette Colbert |                 |
| 13. | John Wayne         |                | Grace Kelly       |                 |
| 14. | Laurence Olivier   |                | Ginger Rogers     |                 |
| 15. | Gene Kelly         |                | Mae West          |                 |
| 16. | Orson Welles       |                | Vivien Leigh      |                 |
| 17. | Kirk Douglas       |                | Lillian Gish      |                 |
| 18. | James Dean         |                | Shirley Temple    |                 |
| 19. | Burt Lancaster     |                | Rita Hayworth     |                 |
| 20. | Marx Brothers      |                | Lauren Bacall     |                 |
| 21. | Buster Keaton      |                | Sophia Loren      |                 |
| 22. | Sidney Poitier     |                | Jean Harlow       |                 |
| 23. | Robert Mitchum     |                | Carole Lombard    |                 |
| 24. | Edward G. Robinson |                | Mary Pickford     |                 |
| 25. | William Holden     |                | Ava Gardner       |                 |

## Vanjske poveznice
- Popis 500 nominiranih „legendi” na stranicama AFI-a